# Anderson Barracks (Nierstein)
Die Anderson Barracks (APO 09332) war von 1953 bis Ende 2009 eine Kaserne der US-amerikanischen Streitkräfte in der Nähe der rheinhessischen Ortsgemeinde Dexheim. Das rund 75 Hektar große Kasernengelände mit Wohn-, Versorgungs- und Verwaltungsgebäuden sowie Sport- und Militäranlagen liegt auf dem Stadtgebiet von Nierstein in der Gemarkung Schwabsburg an der Bundesstraße 420 zwischen Dexheim und Köngernheim. Seit 2010 ist die Bundesanstalt für Immobilienaufgaben (BImA) Eigentümerin.

## Geschichte

### Militärische Nutzung
Über dem Haupteinfahrtsportal grüßte das Schild Welcome to Anderson Barracks / Dexheim / Home of the "Mighty Main!" eingerahmt von den beiden Wappen der 1. US-Panzerdivision und der 123rd Main Support Battalion Forging Onward (Grünes Wappen mit einem Bäckerofen).

Die Kaserne gehörte zur 8. US-Infanteriedivision der United States Army, die in Bad Kreuznach stationiert war. Weitere US-Militäreinheiten befanden sich in Kaiserslautern, Mainz, Wiesbaden, Frankfurt am Main und Heidelberg.
- Anderson Barracks 501st Military Intelligence Battalion (?) 123rd Main Support Battalion Family Housing[3]
- Dexheim Fam Hsg, Dexheim, US-Armee; Dexheim Missile Fac, Dexheim, US-Armee

### Nachnutzung
Das Gelände wurde nach Abzug der amerikanischen Streitkräfte 2009 an die BImA übergeben. Zum damaligen Zeitpunkt wies das Gelände noch eine gute Infrastruktur auf, wurde aber in der Zwischenzeit von Metalldieben und Vandalismus heimgesucht und verfiel. Seit Frühjahr 2013 nutzt eine Spedition die Flächen, um Neuwagen, die vorher im Mainzer Zoll- und Binnenhafen geparkt worden waren, abzustellen. Seitdem wird das Gelände von einem Sicherheitsdienst bewacht.
Im Juli 2015 wurden Pläne für einen „Rhein-Selz-Park“ auf dem Gelände bekannt. Unter anderem soll hier eine Offroad-Teststrecke entstehen. Das Gelände könnte damit zum großen Freizeitdomizil werden. Anwohner des benachbarten Stadtteils Schwabsburg befürchten eine Lärmbelästigung.
2024 wurde bekannt, dass das japanische Telekommunikationsunternehmen Nippon Telegraph and Telephone Pläne zur Errichtung eines der größten Rechenzentren Europas auf dem ehemaligen Gelände der Kaserne hat.